# Солнечное зёрнышко
«Солнечное зёрнышко» — советский кукольный мультипликационный фильм режиссёра Владимира Дегтярёва, снятый на студии «Союзмультфильм» в 1969 году по сценарию Генриха Сапгира и Геннадия Цыферова по поэтической сказке болгарского автора Марии Павловой о рождении речного жемчуга.

## Сюжет
У берега бушует море. В воде весело кружатся рыбы. Тем временем на дне моря мирно спали многочисленные ракушки..
Неожиданно в море проникает солнечный луч. Одна ракушка проснулась и, увидев светящуюся (как ей показалось) рыбку, сильно удивилась. Рыбка объясняет, что это отблеск солнца на её чешуе. Заинтригованная раковинка просит рыбку принести ей немножко солнца, однако та говорит, что это невозможно.
Своим разговором ракушка и рыбка случайно будят старого осьминога. Тот ворчит, что солнце мешает здоровому сну, и укладывает ракушку спать. Однако любопытная раковинка не может уснуть, и просит рыбку помочь ей увидеть солнце. Рыбка зовёт морского конька и спрашивает у него, почему раковинка не может увидеть солнечные лучи. Тот советует обратиться к мудрой медузе, но и она не знала ответа на этот вопрос. Зато морская звезда разъяснила, что лучи солнца просто не могут проникнуть сквозь толщу воды до дна. Тогда конёк позвал приятеля, и, несмотря на противодействие осьминога, они повезли раковинку ближе к солнцу. По дороге они проплыли мимо раскачивающихся на водорослях раков, мимо кружащихся рыб, других морских красот, и уже почти было добрались до солнечных лучей, но тут коньков распугала зубастая акула.
Раковинка расстроилась тем, что ей уже никто не поможет увидеть солнце. Но тут вдруг до неё достигли солнечные лучи. Ракушка обрадовалась, схватила какую-то спустившуюся сверху песчинку, которую приняла за солнечное зёрнышко. Резко дёрнувшись, она спустилась обратно на самое дно и радостно показала всем другим ракушкам свою добычу. Старая ракушка укоризненно заметила, что это обычная песчинка, которых на дне очень много, а морская звезда сказала, что сами по себе песчинки светиться не могут. Проснувшийся от очередного шума осьминог грозно велел всем спать. Ракушка пообещала постараться заменить песчинке солнечный свет теплом своей любви.
Прошло много времени, а песчинка оставалась песчинкой. Это расстраивало раковинку. Но однажды песчинка выросла и начала ярко сверкать, даже разбудила осьминога. Все ракушки заохали, откуда тут свет. Морская звезда отвечает, что в каждом, кто видел и любит солнце, живёт его свет. Так вот и живут на дне моря ракушки, которые дают приют случайным песчинкам и превращают их в чудесный жемчуг.

## Съёмочная группа
| Авторы сценария           | Генрих Сапгир, Геннадий Цыферов |
| Режиссёр-постановщик      | Владимир Дегтярёв |
| Художник-постановщик      | Юрий Трофимов |
| Художники кукол и макетов | Роман Гуров (главный художник), Владимир Аббакумов, Екатерина Дарикович, Светлана Знаменская, Вера Калашникова, Борис Караваев, Лилианна Лютинская, Олег Масаинов, Марина Чеснокова |
| Художники-мультипликаторы | Галина Золотовская, Лев Жданов, Павел Петров |
| Оператор                  | Владимир Сидоров |
| Композиторы               | Георгий Гаранян, Александр Зацепин |
| Звукооператор             | Георгий Мартынюк |
| Редактор                  | Наталья Абрамова |
| Директор картины          | Натан Битман |
| Монтажёр                  | Вера Гокке |
| Роли озвучивали           | Мария Виноградова, Тамара Дмитриева, Анатолий Папанов, Клара Румянова — девочка |

## Технические данные
| Тип                          | объёмный                                                  |
| Возрастная категория         | 0+                                                        |
| Цветность                    | цветной                                                   |
| Киностудия                   | Союзмультфильм (творческое объединение кукольных фильмов) |
| Дата выхода на экраны        | 1969 год                                                  |
| Разрешительное удостоверение | 2014030615 от 27.10.2015                                  |

По поэтической сказке болгарского автора Марии Павловой о рождении речного жемчуга.

## Описание, отзывы и критика
О том, что режиссёр и художник студии «Союзмультфильм» Владимир Дегтярёв начал работу над новым мультфильмом по болгарской сказке Марии Павловой «Солнечное зёрнышко», было сообщено в первом выпуске журнала «Советский экран» за 1970 год.
По признанию Клары Румяновой, одной из самых её любимых ролей была девочка из «Солнечного зёрнышка».
На основе мультфильма в 1972 году было опубликовано переиздание сказки «Солнечное зёрнышко».
По мнению С. В. Асенина, тонким пониманием особенностей детского восприятия и психологии отличается мультфильм Дегтярёва «Солнечное зёрнышко», внёсший, наряду с другими кукольными фильмами, много принципиально важного и нового в процесс развития мультипликации.